# Tetraloniella junodi
Tetraloniella junodi är en biart som först beskrevs av Heinrich Friese 1909.  Tetraloniella junodi ingår i släktet Tetraloniella och familjen långtungebin. Inga underarter finns listade i Catalogue of Life.